# Jean Michaud
Pour les articles homonymes, voir Michaud.
Maurice Moīse Nataf, dit Jean Michaud, est un acteur et scénariste français, né le 13 juillet 1921 à Tunis, et mort le 2 juin 2001 à Paris 15e.

## Biographie

### Jeunesse, enfance & débuts
Jean Michaud naît à Tunis  (Tunisie), le 13 juillet 1921.

### Carrière
Il fut actif aussi bien au cinéma qu'à la télévision et dans le doublage. Il fut entre autres la voix de Ben Cartwright dans la série Bonanza et, à partir de 1988, celle de l'Inspecteur Derrick, succédant à Michel Gatineau.

### Décès
Le 2 juin 2001 à Paris 15e, Jean Michaud succombe à un cancer à l'âge de 79 ans.

## Filmographie

### Cinéma
- 1955 : L'Amant de Lady Chatterley de Marc Allégret : Wilcock
- 1956 : Si tous les gars du monde de Christian-Jaque : non crédité
- 1957 : Les Truands de Carlo Rim
- 1958 : Le Dos au mur d'Édouard Molinaro : le ministre (non crédité)
- 1958 : Chaque jour a son secret de Claude Boissol : le ministre
- 1960 : Le Septième Jour de Saint-Malo de Claude Boissol : Jean
- 1961 : Le Président de Henri Verneuil : non crédité
- 1961 : Aimez-vous Brahms... de Anatole Litvak : François
- 1962 : Gigot, le clochard de Belleville de Gene Kelly : un gendarme
- 1965 : Fantomas se déchaîne de André Hunebelle : le directeur de la clinique psychiatrique
- 1965 : Les Baratineurs de Francis Rigaud
- 1966 : Roger la Honte de Riccardo Freda : le président du tribunal
- 1966 : La Seconde Vérité de Christian-Jaque : l'avocat de Montaud
- 1966 : Paris brûle-t-il ? de René Clément : le commandant à l'hôtel Matignon (non crédité)
- 1966 : Grand Prix de John Frankenheimer : le père du garçon
- 1966 : Sale temps pour les mouches de Guy Lefranc : Stéphane Maresco
- 1968 : Je t'aime, je t'aime de Alain Resnais : le directeur de la maison de diffusion
- 1972 : Le Viager de Pierre Tchernia : le procureur
- 1973 : Un officier de police sans importance de Jean Larriaga
- 1973 : Le Gang des otages d'Édouard Molinaro : le directeur de la prison
- 1974 : Antoine et Sébastien de Jean-Marie Périer : l'éditeur
- 1974 : Stavisky de Alain Resnais : Houriaux
- 1974 : Impossible... pas français de Robert Lamoureux
- 1976 : On aura tout vu de Georges Lautner : M. Ferroni
- 1981 : Pétrole ! Pétrole ! de Christian Gion : le bijoutier
- 1983 : S.A.S. à San Salvador de Raoul Coutard : Martinez

### Télévision

#### Séries télévisées
- 1952 : Sous les yeux de verre de Gilles Margaritis
- 1953 : Foreign Intrigue - épisode #2.33 The Villardo Legend : un inspecteur
- 1955 : Captain Gallant of the Foreign Legion - épisode #1.10  The Prayer Rug : Larro
- 1956-1957 : En votre âme et conscience (TV Series)
  - ép. 13 : L'affaire Lacenaire de Jean Prat (1957)
  - ép. 6 : L'affaire de Bitremont de Claude Barma et Jean Prat (1956)
- 1958 : Les Cinq Dernières Minutes, épisode Un sang d'encre de Claude Loursais : Paul Varrèze
- 1962 : L'inspecteur Leclerc enquête, épisode Haute fidelité de Guy Lefranc : Normand
- 1963 : Harry's Girl - épisode #1.2 : When in Rome : un inspecteur
- 1965 : Bob Morane, épisode #1.12 : Les Semeurs de la foudre
- 1965 : Belphégor ou le Fantôme du Louvre, épisodes Le rendez-vous du fantôme et Le Louvre : Aubry
- 1966 : La Caméra explore le temps : les Cathares, épisode La Croisade : le pape Innocent III
- 1967 : Les Enquêtes du commissaire Maigret de Claude Barma, épisode : Cécile est morte : le juge Coméliau
- 1967 : Les Enquêtes du commissaire Maigret de René Lucot, épisode : La Tête d'un homme  : le juge Coméliau
- 1970 : Allô Police, épisode #3.1 : Grand-mère prise au piège de Michel Strugar
- 1971 : Les Dossiers du Professeur Morgan, épisode #2.2 : Que la lumière soit : le commissaire Cruzy
- 1973 : Joseph Balsamo  (mini-série) : Fernbach
- 1973 : Pour Vermeer de Jacques Pierre
- 1974 : Aux frontières du possible - épisode #2.4 : Meurtres à distance de Claude Boissol
- 1975 : Erreurs judiciaires - épisode #1.3 : La Dame au fusil  : le président
- 1976 : La Vérité tient à un fil (série en 20 ép.) : Jean Marcelot
- 1977 : L'Homme qui valait trois milliards : Amiral Prescott (William Sylvester) (saison 5, ép. 1 & 2, Les requins)
- 1982 : Les Nouvelles Brigades du Tigre de Victor Vicas, épisode Le Réseau Brutus de Victor Vicas : Giuseppe

#### Téléfilms
- 1961 : Le Massacre des Innocents, téléfilm de Roland-Bernard : le juge
- 1965 : Infarctus, téléfilm de Claude-Jean Bonnardot : le professeur Bretonnière
- 1971 : Crime et Châtiment, téléfilm de Stellio Lorenzi : Loujine
- 1973 : Les Écrivains, téléfilm de Robert Guez : le ministre Armand Isnard
- 1975 : Les Rosenberg ne doivent pas mourir, téléfilm de Stellio Lorenzi : Singer
- 1980 : The Hostage Tower, téléfilm de Claudio Guzmán : Verner
- 1982 : Il n'y a plus d'innocents, téléfilm de Jean Prat

### Au théâtre ce soir
- 1969 : Carlos et Marguerite de Jean Bernard-Luc, mise en scène Christian-Gérard, réalisation Pierre Sabbagh, théâtre Marigny : Vermeulen
- 1970 : Douze hommes en colère de Reginald Rose, mise en scène Michel Vitold, réalisation Pierre Sabbagh, Théâtre Marigny : le onzième juré
- 1973 : La Vénus de Milo de Jacques Deval, mise en scène Alfred Pasquali, réalisation Georges Folgoas :  l'abbé Richaud
- 1978 : Le Bon Numéro d'Eduardo De Filippo, mise en scène Jacques Fabbri, réalisation Pierre Sabbagh, théâtre Marigny : Raphaël
- 1978 : Moi d'Eugène Labiche, mise en scène Jean-Laurent Cochet, réalisation Pierre Sabbagh, Théâtre Marigny : Fromental
- 1979 : À vos souhaits de Pierre Chesnot, mise en scène Claude Sainval, réalisation Pierre Sabbagh, théâtre Marigny : le professeur Garron

## Doublage

### Cinéma

#### Films
- Dana Andrews dans :
  - Première Victoire (1965) : le vice-amiral B.T. « Blackjack » Broderick
  - Quand la Terre s'entrouvrira (1965) : Dr Stephen Sorenson
  - Quand parle la poudre (1965) : Tom Rosser
  - Station 3 : Ultra Secret (1965) : le général Williams
  - Toute la ville est coupable (1966) : le shérif Johnny Reno
  - 747 en péril (1974) : Scott Freeman

- Michael Redgrave dans :
  - La Colline des hommes perdus (1965) : le capitaine-médecin
  - Le Jeune Cassidy (1965) : W.B. Yeats
  - Goodbye, Mr. Chips (1969) : le directeur

- Dennis Price dans :
  - Hôtel International (1963) : le commandant Millbank
  - Lady détective entre en scène (1964) : Harris Trumbill

- Renato Baldini dans :
  - Parmi les vautours (1964) : le juge George Leader
  - Le Trésor des montagnes bleues (1965) : le colonel J.F. Merril

- Andrew Duggan dans :
  - Les Compagnons de la gloire (1965) : le général Frederick McCabe
  - F comme Flint (1967) : le président Trent / Sebastien, l'acteur

- Vittorio de Sica dans :
  - La Bande à César (1968) : Cesare Celli
  - Les Souliers de saint Pierre (1968) : le cardinal Rinaldi

- Murray Hamilton dans :
  - Les Dents de la mer (1975) : le maire Larry Vaughn (1er doublage)
  - Les Dents de la mer 2 (1978) : le maire Larry Vaughn

- Paul J. Micale dans :
  - Rocky 2 : La Revanche (1979) : le père Carmine
  - Rocky 5 (1990) : le père Carmine

- Anthony Quinn dans :
  - Ta mère ou moi (1991) : Nick Acropolis
  - Les Vendanges de feu (1995) : Don Pedro Aragón

Mais aussi :
- 1954[2] : Le Raid : le caporal Fred Deane (John Dierkes)

- 1962 : L'Homme qui tua Liberty Valance : le tenancier du saloon (Jack Pennick) (1er doublage)
- 1962 : Quinze jours ailleurs : Carlo, l'assistant-réalisateur (Vito Scotti)
- 1962[3] : Jules César contre les pirates : Lucius (Antonio Gradoli)
- 1963 : Le Lys des champs : Père Murphy (Dan Frazer)
- 1963 : Les Ranchers du Wyoming : Clay Mathews (Robert Middleton)
- 1963 : Le Motel du crime : Sergent Kelly (Paul Langton)
- 1963 : Goliath et l'Hercule noir : un officier membre du conseil[Qui ?]
- 1963 : Les 3 épées de Zorro : le colonel Martinez (Franco Fantasia)
- 1964 : Becket : un moine de Canterbury[Qui ?]
- 1964 : La Fureur des Apaches : un soldat du capitaine Green[Qui ?]
- 1964 : Les Cavaliers rouges : Ours Noir (Aleksandar Djuric)
- 1964 : La Baie aux émeraudes : le capitaine du yacht (Andre Morell)
- 1965 : Buffalo Bill, le héros du Far-West : le colonel J.W. Peterson (Roldano Lupi)
- 1965 : Darling : Palucci (Umberto Raho)
- 1965 : Furie sur le Nouveau-Mexique : le shérif Jenkins (Richard Arlen)
- 1965 : Les Dix Petits Indiens : Dr Edward Armstrong (Dennis Price)
- 1965 : Le Dollar troué : Donaldson (Giuseppe Addobbati)
- 1966 : Django tire le premier : Doc (Alberto Lupo)
- 1966 : La Blonde défie le FBI : Edgar Hill (Eric Fleming)
- 1966 : Surcouf, le tigre des sept mers : le capitaine Toward (Mariano Gonzalo de Esquiroz)
- 1966 : Les Fusils du Far West : le colonel George Armstrong Custer (Leslie Nielsen)
- 1966 : 4 dollars de vengeance : Clifford (Gérard Tichy)
- 1966 : Jerry Land, chasseur d'espions : Dick Collins (Reinhardt Kolldehoff)
- 1966 : K-17 attaque à l'aube : le général (Mario Siletti)
- 1967 : La Gnome-mobile : l'infirmier (Norman Grabowski)
- 1967 : L'Espion au chapeau vert : Arturo Stiletto (Eduardo Ciannelli) et Padre (Frank Puglia)
- 1967 : Tony Rome est dangereux : Vic Rood (Lloyd Bochner)
- 1967 : Le Crédo de la violence : l'avocat général (Paul Bruce)
- 1967 : Le Défi de Robin des Bois : Sir John de Courtenay (William Squire)
- 1967 : Le Dernier Face à face : Williams (Gianni Rizzo)
- 1968 : Les Tiens, les Miens, le Nôtre : Frank Beardsley (Henry Fonda)
- 1968 : El Mercenario : le paysan fusillé[Qui ?]
- 1968 : La Brigade du diable : Amiral Lord Mountbatten (Patric Knowles)
- 1968 : Attaque sur le mur de l'Atlantique : Capitaine Owen Franklin (Andrew Keir)
- 1968 : Les Hommes de Las Vegas : l'employé du service contrôle (Lorenzo Robledo)
- 1968 : Syndicat du meurtre : le lieutenant de Police (Bert Freed)
- 1969 : Au service secret de Sa Majesté : Ernst Stavro Blofeld (Telly Savalas)
- 1969 : Un amour de Coccinelle : le détective (Joe E. Ross)
- 1969 : L'or se barre (The Italian Job) : Roger Beckerman (Rossano Brazzi)
- 1969 : Les Géants de l'Ouest : le général Joe Masters (Paul Fix)

- 1970 : La Seconde Mort d'Harold Pelham : Mason (Laurence Hardy)
- 1970 : Les Derniers Aventuriers : le père de Sergei (Ferdy Mayne)
- 1970 : Waterloo : le maréchal Jean-de-Dieu Soult (Ivo Garrani)
- 1971 : Les Doigts croisés : l'ambassadeur (Robert Raglan)
- 1972 : Frenzy : le docteur dans le pub (Noel Johnson)
- 1972 : Fureur apache : le major Cartwright (Douglass Watson)
- 1972 : Fellini Roma : Federico Fellini[4]
- 1973 : L'Exorciste : l'évêque Michael (Wallace Rooney) (1er doublage)
- 1973 : Magnum Force : Guzman (Clifford A. Pellow)
- 1973 : Serpico : le père de Frank (Sal Carollo)
- 1973 : Nos plus belles années : la voix enregistrée pour l'apprentissage de l'italien[Qui ?]
- 1973 : Police Puissance 7 : le commissaire de police (Edward F. Carey)
- 1973 : Un petit Indien (One Little Indian) de Bernard McEveety : le capitaine Stewart (Pat Hingle)
- 1974 : Le Voyage fantastique de Sinbad : L'Oracle de toutes les connaissances (Robert Shaw)
- 1974 : Du sang dans la poussière : Jack Bassett (Noah Beery Jr.)
- 1974 : Les Durs : Mike Petralia (Vittorio Sanipoli)
- 1974 : Contre une poignée de diamants : le médecin de la Police française[Qui ?]
- 1975 : Les Trois Jours du Condor : S.W. Wicks (Michael Kane)
- 1975 : La Route de la violence : Henry, un dirigeant du conseil[Qui ?]
- 1977 : Les Naufragés du 747 : Ralph Crawford (James Booth)
- 1977 : New York, New York : Frankie Harte (Georgie Auld)
- 1978 : Superman : voix secondaires (1er doublage)
- 1978 : Intérieurs : le prêtre[Qui ?]
- 1978 : Sauvez le Neptune : le capitaine de corvette introduisant les officiers dans le bureau du ministre de la Marine[Qui ?]
- 1978 : L'Empire du Grec : Spyros Tomasis (Raf Vallone)
- 1978 : Le Chat qui vient de l'espace : Charlie Olympus (William Prince)
- 1979 : Kramer contre Kramer : John Shaunessy (Howard Duff)
- 1979 : Bienvenue, Mister Chance : l'ambassadeur Gaudifri (Than Wyenn) et le sénateur Slipshod (Sandy Ward)
- 1979 : Le Cavalier électrique : [Qui ?]
- 1979 : Elle : le révérend (Max Showalter)
- 1979 : Justice pour tous : Marvin Bates (Keith Andes)

- 1980 : Les Loups de haute mer : Shaw (Lindsay Campbell)
- 1980 : Le Jour de la fin du monde : Joe (Joe Papalimu)
- 1980 : Tu fais pas le poids, shérif ! : Doc (Dom DeLuise) (1er doublage)
- 1980 : Le Lion du désert : Lobitto (Mario Feliciani)
- 1980 : Réaction en chaîne : Byron Langley (Arthur Sherman)
- 1980 : Stardust Memories : un membre du groupe parlant d'astrologie[Qui ?]
- 1981 : Scanners : Pr. Ruth (Patrick McGoohan)
- 1981 : Le Bateau : voix traduisant l'introduction (1er doublage)
- 1981 : Le Prince de New York : Ralph, le spécialiste du son[Qui ?]
- 1981 : La Malédiction finale : le président (Mason Adams)
- 1982 : Hammett : Dr Fallon (Elmer Kline)
- 1982 : Gandhi : Sir Edward Gait (Richard Vernon)
- 1983 : Un fauteuil pour deux : le 1er gorille noir (Ron Taylor)
- 1983 : L'Héritier de la panthère rose : Lieutenant Palmyra (Pat Corley)
- 1984 : Amadeus : l'archevêque Hieronymus de Colloredo (Nicholas Kepros) (1er doublage)
- 1985 : L'Honneur des Prizzi : Eduardo Prizzi (Robert Loggia)
- 1987 : Running Man : Fireball (Jim Brown) et Dynamo (Erland van Lidth de Jeude)
- 1987 : Le Secret de mon succès : Donald Davenport (Fred Gwynne)
- 1987 : Cheeseburger film sandwich : Felix Van Dam, le conservateur du musée (John Ingle) dans Art Sale
- 1988 : Rain Man : John Mooney (Jack Murdock)
- 1988 : Maniac Cop : le capitaine Ripley (William Smith)
- 1988 : Parrain d'un jour : Gino (Don Ameche)
- 1989 : Tango et Cash : le juge (David Byrd)
- 1989 : Allô maman, ici bébé ! : Vincent Ubriacco (Abe Vigoda)

- 1990 : Gremlins 2, la nouvelle génération : M.. Wing (Keye Luke)
- 1990 : Pretty Woman : James « Jim » Morse (Ralph Bellamy)
- 1990 : Danse avec les loups : Général Tide (Donald Hotton)
- 1992 : La Différence : M.. Gierasch (Michael Higgins)
- 1993 : Philadelphia : Charles Wheeler (Jason Robards)
- 1994 : Miracle sur la 34e rue : le juge Henry Harper (Robert Prosky)
- 1994 : L'Affaire Pélican : le juge Justice Rosenberg (Hume Cronyn)
- 1996 : Fargo : Wade Gustafson (Harve Presnell)
- 1999 : Star Wars, épisode I : La Menace fantôme : Dark Sidious (Ian McDiarmid)

#### Films d'animation
- 1949 : Le Crapaud et le Maître d'école : L'huissier
- 1969 : Tintin et le Temple du Soleil : le grand Inca
- 1981 : Métal hurlant : l'avocat / le général

### Télévision

#### Séries télévisées
- Lorne Greene dans :
  - Bonanza (1959 - 1973) : Ben Cartwright
  - Galactica (1978 - 1979) : Commandant Adama
- 1977-1984 : Le Renard (Der Alte) : le commissaire divisionnaire Franz Millinger (Henning Schlüter)
- 1980 : Shogun : Père Sebastio (Leon Lissek)
- 1983 : La Vengeance aux deux visages : Marty (Charles McCallum)
- 1984 : La croisière s'amuse : Erik Larsen (George Kennedy) (2 épisodes)
- Inspecteur Derrick :
  - 1975 : 
    - Oswald Paddenberg alias "Goldinger" (Peter Pasetti) (ép. 9 : Paddenberg)
    - 1) Schalke, policier des Douanes (Rainer Basedow), 2) un policier ferroviaire (Herbert Tiede (de)) (ép. 12 : La valise de Salzbourg)

  - 1976 : Dr. Pinaldi (Amedeo Nazzari) (ép. 29 : L'homme de Portofino)
  - 1978 : M. Leubel (Uwe Dallmeier (de)) (ép. 50 : Les secondes perdues)
  - 1979 : Me Voss (Romuald Pekny (de)) (ép. 59 : Lena)
  - 1982 : Georg Korin (Peter Pasetti) (ép. 97 : L'homme de Kiel)
  - 1988-1998 : Stefan Derrick (Horst Tappert) (2e voix, ép. 165-281)
- 1989 : Le Renard : Kurt Bellman (Peter Ehrlich (de)) (S13E02 : 'L'accident de travail')
- 1989 : Le Tour du monde en quatre-vingts jours : le chef de la Police italienne (Gabriele Ferzetti)
- Hercule Poirot
  - 1990 : Mr Hoffberg (Bruce Montague (en)), épisode L'Aventure de l'Étoile de l'Ouest
  - 1991 : Jack Stoddard (Roy Boyd (en)), épisode Le Mystère de Hunter's Lodge
- 1991 : Un cas pour deux : Mustafa Tüyen (Gunther Malzacher (de)) (S11E07 : L'enfant indésirable')
- 1991 : Séparés mais égaux : John W. Davis (Burt Lancaster)
- New York, police judiciaire :
  - 1991 : Gruen (Howard Witt (en)) (saison 2, ép. 2 : Le salaire de l'amour)
  - Me Leonard Willis (Stephen Pearlman) (saison 2, ép. 20 : Récompense mortelle)
  - 1992 : Juge Herman Mooney (Ben Hammer) (Saison 3, épisode 2 : Meurtre en noir et blanc)
- 1993-1999 : Homicide : Dr. Scheiner (Ralph Tabakin)

#### Téléfilms
- 1973 : Chantage à Washington : le juge Daniel Stern (Barry Sullivan)
- 1980 : Les Diamants de l'oubli : William A. Ryker (Ralph Bellamy)
- 1981 : La Chartreuse de Parme : Monseigneur Landriani (Mario Feliciani)
- 1996 : Gotti : Neil Dellacroce (Anthony Quinn)
- 1997 : La Seconde Guerre de Sécession : Maj. Gen. Charles Buford (Brian Keith) et Dwight David Eisenhower (images d'archives)

#### Série d'animation
- Ulysse 31 (épisode 6) : Éole

### Scénariste
- 1960 : Le Septième Jour de Saint-Malo
- 1976 : Au théâtre ce soir : épisode Sacrés fantômes
- 1978 : Au théâtre ce soir : épisode Le bon numéro

## Théâtre
- 1955 : Espoir de Henri Ebstein
- 1958 : Douze hommes en colère de Reginald Rose
- 1961 : Le Cheval chinois d'Armando Curcio
- 1962 : La Venus de Milo, pièce en six tableaux de Jacques Deval, mise en scène Pierre Mondy, Théâtre du Gymnase
- 1962 : Les Petits Renards de Lillian Hellman
- 1963 : La Danse du Sergent Musgrave de John Arden
- 1963 : Le Vicaire de Rolf Hochhuth[5]
- 1965 : La Putain respectueuse de Jean-Paul Sartre
- 1966 : Électre de Sophocle
- 1973 : Par-dessus bord de Michel Vinaver